# Lamia (amante di Demetrio)
Lamia (in greco antico: Λάμια?; Atene, prima del 336 a.C. – dopo il 303 a.C.) fu un'etèra ateniese, favorita di Demetrio I Poliorcete.

## Biografia
Secondo la testimonianza di Ateneo, Lamia era una flautista ed etèra, figlia di un ateniese di nome Cleanore, altrimenti ignoto.
Nel 306 a.C., Lamia si trovava su una nave della flotta di Tolomeo I quando questa fu sconfitta dalla flotta guidata da Demetrio I Poliorcete alla battaglia di Salamina. Lamia fu presa prigioniera e portata alla corte di Demetrio, seducendolo immediatamente.
Lamia divenne così l'amante favorita di Demetrio, anche se il legame irritò i cortigiani di lui; inoltre, a quanto riferisce Plutarco, pare la bellezza di lei allora iniziasse a sfiorire, e che fosse leggermente più anziana di Demetrio: Demetrio aveva 30 anni nel 306 a.C., e Lamia presumibilmente circa 35. In realtà, benché Demetrio fosse molto amante dei piaceri, pare che di Lamia egli apprezzasse anche – o soprattutto – le doti intellettuali: di lei si sono tramandati vari detti memorabili.
(Plutarco, Vite parallele, Demetrio, 16, 4)
Al contempo ella era nota anche per il suo carattere aggressivo, come dimostra il seguente episodio, anch'esso narrato da Plutarco: quando il re di Tracia Lisimaco mostrò ad alcuni ambasciatori di Demetrio le ferite che gli erano state inferte da un leone mentre era con Alessandro Magno in Asia, gli inviati di Demetrio risposero che anche il loro re portava sul collo i graffi e i morsi di una terribile belva: Lamia.
Secondo la testimonianza di Ateneo, Demetrio e Lamia ebbero una figlia, chiamata Fila.
Alcifrone, autore di epistole fittizie, ne compose una in cui Lamia scrive a Demetrio e una in cui Leonzia scrive a Lamia.